# Ancistria fabricii
Ancistria fabricii là một loài bọ cánh cứng trong họ Passandridae. Loài này được Reitter miêu tả khoa học năm 1877.